# Mellan-Färgen
Mellan-Färgen är en sjö i Hylte kommun i Småland och ingår i Nissans huvudavrinningsområde. Sjön är 7 meter djup, har en yta på 1,8 kvadratkilometer och befinner sig 133,1 meter över havet. Sjön avvattnas av via Stora Färgen. Vid provfiske har bland annat abborre, braxen, gers, Gös och gädda fångats i sjön.

## Delavrinningsområde
Mellan-Färgen ingår i det delavrinningsområde (631399-134902) som SMHI kallar för Mynnar i Mellan färgen. Medelhöjden är 148 meter över havet och ytan är 11,54 kvadratkilometer. Räknas de 8 avrinningsområdena uppströms in blir den ackumulerade arean 109,35 kvadratkilometer. Yabergsån som tillför Mellan Färgen vatten har biflödesordning 3, vilket innebär att vattnet flödar genom totalt 3 vattendrag innan det når havet efter 70 kilometer.  tillflöde sker även via Södra Färgen och därtill hörande Sjöar. Avrinningsområdet består mestadels av skog (65 procent) och sankmarker (11 procent). Avrinningsområdet har 1,81 kvadratkilometer vattenytor vilket ger det en sjöprocent på 15,7 procent.

## Fisk
Vid provfiske har följande fisk fångats i sjön:
- Abborre
- Braxen
- Gärs
- Gädda
- Gös
- Mört
- Siklöja